# Хоменко Ігор Петрович
І́гор Петро́вич Хоме́нко — український військовий лікар-хірург, від лютого 2020 року Командувач Медичних сил Збройних Сил України, генерал-майор медичної служби. Член-кореспондент НАМН України (2017), доктор медичних наук.

## Короткий життєпис
1988 року закінчив Військово-медичну академію ім. С. М. Кірова, Санкт-Петербург. Протягом 1988—1989 років — лікар військової частини в Чугуєві.
У 1989—1992 роках — лікар-спеціаліст Харківського військового авіаційного льотного училища. Учень академіка Олександра Шалімова.
У 1992—1994 роках навчався на факультеті підготовки керівного медичного складу Військово-медичної академії, спеціальність — хірургія. 1995 року закінчив клінічну ординатуру з хірургії — Національна медична академія післядипломної освіти імені П. Л. Шупика.
З 1996-го служив на посадах — викладача кафедри військової хірургії, начальника науково-дослідної лабораторії, старшого викладача кафедри військової хірургії.
У 2003 році захистив кандидатську дисертацію — «Хірургічне лікування ушкоджень позапечінкових жовчних проток», спеціальність «хірургія», 2004-го присвоєне звання доцента кафедри військової хірургії.
З 2003 по 2014 рік на посаді заступника начальника кафедри факультету військової хірургії військово-медичного інституту Української військово-медичної академії.
З 2015 по початок 2018 року  — заступник начальника Національного військово-медичного клінічного центру «ГВКГ»  — головний хірург Міністерства оборони України.
З 2018 року по початок 2020 року Ігор Хоменко — начальник Головного військово-медичного управління — начальник медичної служби ЗС України.
Від лютого 2020 року Ігор Хоменко — командувач Медичних сил Збройних Сил України.
Указом Президента України у травні 2019 року І. П. Хоменку присвоєно чергове військове звання генерал-майор медичної служби.
Звільнений наказом Міністра оборони України із займаної посади 27 жовтня 2020 року.
З дружиною та двома доньками проживає в Києві.
Наразі є медичним директором КНП «КМКЛ № 8».

## Нагороди
За особисту мужність і героїзм, виявлені у захисті державного суверенітету та територіальної цілісності України, вірність військовій присязі під час російсько-української війни нагороджений:
- почесним званням «Заслужений лікар України»[3].
- орденом Данила Галицького[4].

## Корупційні скандали
У травні 2020 року в Медичній службі ЗСУ, під час керівництва Ігоря Хоменко, ДБР викрило злочинну схему державних закупівель, за якою було здійснено закупівлю 10 апаратів штучної вентиляції легенів для військових на загальну суму 11 млн грн. Комплектація та технічні характеристики обладнання не відповідали медико-технічним вимогам тендерної документації, тобто самі апарати взагалі не могли використовуватись за призначенням.
У серпні 2020 року співробітники СБУ викрили корупційну схему в очолюваній Ігорем Хоменком Медслужбі ЗСУ на 1 млн. грн під час закупівлі засобів індивідуального захисту для військових. За даними досудового розслідування, оборудку організували начальник управління Командування Медичних сил разом із офіцером медслужби однієї з бригад ЗСУ, посадовцем Державної інспекції енергетичного нагляду та посередником, вимагаючи від представника комерційної структури, яка займається продажом медичних масок, хабар у розмірі 1 мільйон гривень.
За даними державного реєстру судових рішень, станом на січень 2022 року Ігор Хоменко фігурує у декількох судових справах, у тому числі кримінальних стосовно зловживання службовим становищем, перевищенням повноважень та корупції.